# Rundmunnar
Rundmunnar (Cyclostomata) är en primitiv klass fiskliknande djur vilka saknar parformiga extremiteter och käkar. De saknar också ryggrad i egentlig bemärkelse utan har bara en ryggsträng vilken skyddas av en skida – de högst stående rundmunnarna har en primitiv kotuppdelning antydd i form av broskiga bågar. Kraniet består av brosk och saknar nackparti. Rundmunnar saknar verkliga tänder men har hornspetsar i munhålan. Samtliga arter har ett födointag som till en del består av att de suger sig fast på byte eller as; munöppningen är därför fyrkantig. De har bara en näsöppning.
Rundmunnarna placeras i den parafyletiska gruppen käklösa fiskarna. Enligt vissa auktoriteter är även rundmunnarna parafyletiska, och vissa studier indikerar att nejonögonen är närmre släkt med de käkförsedda ryggradsdjuren Gnathostomata än med pirålar.  Nejonögonens och pirålarnas förenande drag skulle då vara primitiva drag som försvunnit eller ombildats bland gnathostomaterna. På grund av detta placerar vissa auktoriteter pirålarna i den egna klassen Myxini.
Rundmunnarna kan sägas vara de primitivaste ryggradsdjuren. De bör enligt vissa inte ens räknas till dessa utan endast förenas med ryggradsdjuren genom den gemensamma stammen ryggsträngsdjur.
Bland rundmunnarna finns två ordningar: nejonögon och pirålar. Dessa båda ordningar finns representerade i svenska vatten i form av arterna flodnejonöga, bäcknejonöga, havsnejonöga respektive pirål.